# Lazare Ponticelli
Lazare Ponticelli, född 7 december 1897 i Bettola, Piacenza, Italien, död 12 mars 2008 i Le Kremlin-Bicêtre, Frankrike, var den sista dokumenterade franska veteranen och poilun (fransk infanterist från första världskriget) från första världskriget.

## Bíografi
Lazare Ponticelli föddes som Lazzaro i Groppo Ducale, en socken nära Bettola i Piacenza-provinsen i norra Italien. Han växte upp i bergsbyn Cordiani med sina sju syskon och föräldrarna Jean och Philomena Ponticelli. Hans far arbetade på en marknad och då och då som snickare och skomakare. Hans mor odlade upp familjens lilla markplätt och, som många kvinnor i regionen, pendlade tre gånger per år till Poslätten för att arbeta på dess risfält.
Ponticelli flyttade vid 9 års ålder från Italien till Frankrike och ljög om sin ålder för att kunna gå med i den franska armén 1914. Efter Italiens inträde i första världskriget 1915 blev han överflyttad till deras armé när myndigheterna undersökte hans sanna ursprung. Efter första världskriget grundade han och hans bröder rörläggar- och metallfirman "Ponticelli Frères" (Ponticellibröderna) vilken bistod andra världskriget och ännu existerar.
Han var vid tiden före sin död både den äldsta mannen född i Italien och den äldsta levande mannen i Frankrike. Under senare tiden av sitt liv var han allmänt kritisk mot krig och sparade blygsamt sina belöningar från krig i en skokartong.